# Bassin de Chambly
Ne doit pas être confondu avec Lac de Chambly.
Pour les articles homonymes, voir Chambly.
Le Bassin de Chambly est une nappe d'eau formée par un élargissement de la rivière Richelieu, qui s'étend au pied des rapides de Chambly, dans la région administrative de la Montérégie, au sud de la province de Québec, au Canada. Ce bassin chevauche les municipalités régionales de comté (MRC) de:
- Rouville: villes de Richelieu et municipalité de Saint-Mathias-sur-Richelieu;
- La Vallée-du-Richelieu: ville de Carignan et ville de Chambly.

Le bassin de Chambly s'avère une importante zone d'activités récrotouristiques notamment la navigation de plaisance, la villégiature, l’hôtellerie et les aspects historiques grâce notamment au lieu historique national du Canada du Canal-de-Chambly.
La surface du bassin est généralement gelée de la mi-décembre à la fin mars. La circulation sécuritaire sur la glace se fait généralement de fin décembre à début mars. Le niveau de l'eau de la rivière varie selon les saisons et les précipitations.

## Géographie
La forme du bassin s'apparente à la forme d'un ballon de football. Le courant de la rivière Richelieu arrive par le sud-est en traversant les rapides de Chambly sur une longueur d'environ 1,35 km, soit en aval du pont Yule qui enjambe cette rivière afin de relier Chambly (rive Ouest) et Richelieu (rive Est). Ces rapides se terminent à la hauteur d'un archipel de petites îles bordant la rive sud-est du bassin.
La rivière des Hurons se déverse vers le milieu de la rive Est du bassin. Le canal de Chambly déverse ses eaux sur la rive sud du bassin, dans la zone du Lieu historique national du Canada du Canal-de-Chambly.
La partie ouest du bassin comporte l'Île aux Lièvres, l'Île Demers (zone résidentielle), l'île au Foin et l'île Goyer (zone résidentielle). Des chenaux séparent ces îles. Ces îles font partie du territoire de la ville de Carignan. La rivière l'Acadie qui passe du côté ouest de Chambly se déverse à la pointe nord-est de l'île Goyer, soit à 1,0 km en aval de la limite nord du bassin de Chambly.

## Histoire
Samuel de Champlain, premier homme blanc à voir cette nappe d'eau, en 1609, écrit: « L'entrée du saut est une manière de lac, où l'eau descend, qui contient quelque trois lieues de circuit
Dans la Relation des jésuites de 1665, on y lit : « Ce bassin est comme un petit lac, d'une lieue et demi de tour, profond de six à huit pieds

## Toponyme
« Le générique sert à décrire la cuvette peu profonde du « lac » dans lequel des alluvions se déposent. Le spécifique fait référence à la seigneurie de Chambly dont le bassin est au centre géographique.
Le toponyme "bassin de Chambly" a été officialisé le 5 décembre 1968 à la Banque des noms de lieux de la Commission de toponymie du Québec.

## Galerie d'images

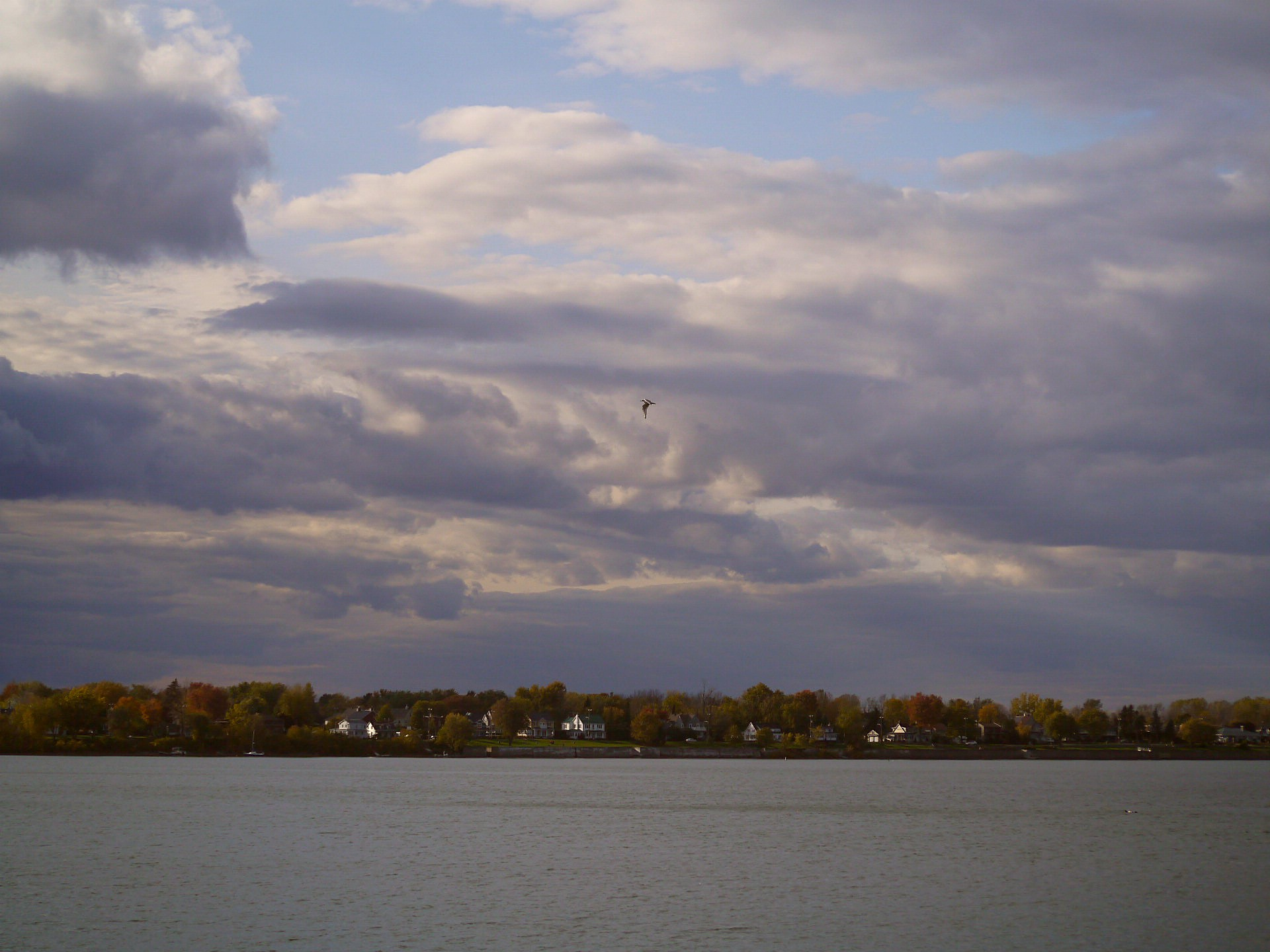
Bassin de Chambly
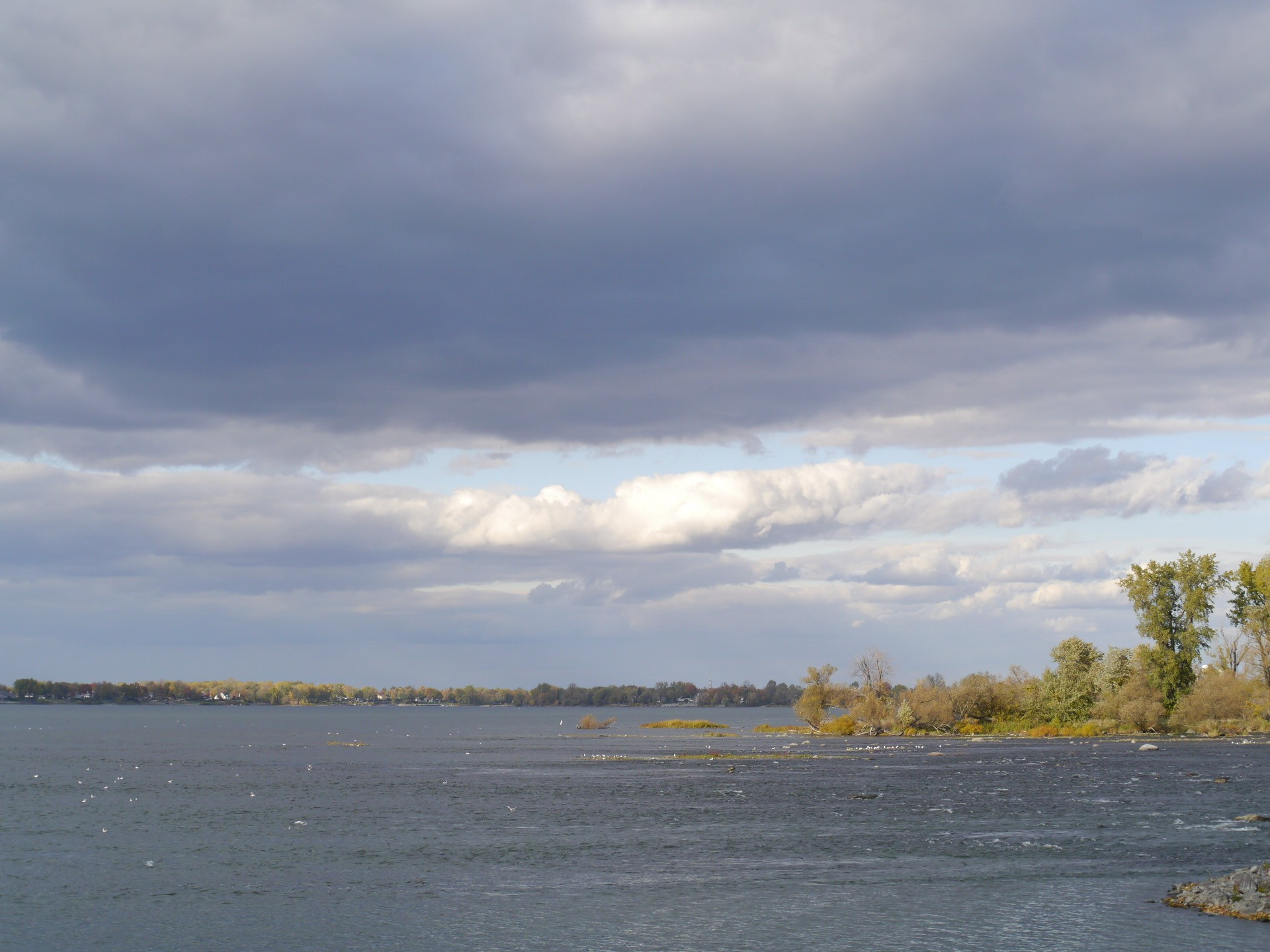
Rapides de Chambly